# ローラ対パワーマン、マネーゴーラウンド組第一回戦
『ローラ対パワーマン、マネーゴーラウンド組第一回戦』（Lola versus Powerman and the Moneygoround, Part One）は、1970年にリリースされたザ・キンクスのアルバム。
本作はレイ・デイヴィスの自伝的作品と言える。駆け出しのロックシンガーが成功するものの、マネージメントのトラブルに加え、憧れのアメリカの現実に失望し、最後は自由に向かって暮らしていこうという、自らの体験と心境を吐露している。「マネーゴーラウンド」では当時のマネージャー、グレンヴィル・コリンズとロバート・ウェイスを実名で歌詞に登場させその契約を暴露している。
収録曲「ローラ」は、「ユー・リアリー・ガット・ミー」と並ぶキンクスの代表曲。都会に出てきたばかりの少年が、ローラと名乗る怪力の女性に誘惑されるが、実はローラは男だったというストーリー。歌詞には、「コカ・コーラの味がするシャンパン」、「電球のキャンドル・ライト」、といったフレーズが織り込まれており、「『本物』と『まがいもの』(『本物』なら、エラいのか？)」という問題を提起しているともとれる。

## 曲目
特筆無い限りレイ・デイヴィス作詞作曲。
Side 1
1. 競争者 - The Contenders 2:42
2. 見知らぬ人 - Strangers 3:19 (Dave Davies)
3. デンマーク・ストリート - Denmark Street 2:01
4. ゲット・バック・イン・ザ・ライン - Get Back in the Line 4:01
5. ローラ - Lola 4:11
6. トップ・オブ・ザ・ポップス - Top of the Pops 3:39
7. マネーゴーラウンド - The Moneygoround 1:46

Side 2
1. ディス・タイム・トゥモロウ - This Time Tomorrow 3:21
2. 家路はるかに - A Long Way From Home 2:26
3. ラッツ - Rats 2:39 (Dave Davies)
4. エイプマン - Apeman 3:51
5. パワーマン - Powerman 4:17
6. 自由に向かって - Got to Be Free 3:01

### 1998年リマスター再発盤ボーナス・トラック
1. ローラ - Lola 4:04
2. エイプマン - Apeman 3:38
3. パワーマン - Powerman 4:23